# Christus Victor
De term Christus Victor staat voor een bekende christelijke verzoeningsleer: volgens de diverse theologische modellen die onder deze term worden geschaard, heeft Jezus de barrières tussen God en mens overwonnen en zo een nieuwe samenleving tussen God en mens mogelijk gemaakt (verzoening).

## Geschiedenis
Samen met het 'losprijs'-model (waarin Christus' dood wordt gezien als het losgeld dat de Satan ontvangt om de mensen die hij gevangen houdt vrij te laten) was 'Christus Victor' de belangrijkste manier om de betekenis van Jezus uit te leggen in de vroege kerk (de 'losprijs'-modellen worden overigens ook wel onder de 'Christus Victor'-modellen geschaard). Kerkvaders als Ireneus, Origenes, Athanasius, Basilius de Grote, Gregorius van Nyssa, Gregorius van Nazianze, Gregorius de Grote, Chrysostomos, Ambrosius en Augustinus worden vaak in verband gebracht met deze theorie. De Zweedse (lutherse) theoloog Gustaf Aulén (1879-1977) identificeert Maarten Luther's opvatting over de verzoening met die van Christus Victor. Dit wordt bestreden door o.m. Ritschl en Brunner.
In de 11de eeuw volgde echter een belangrijke wending door de nieuwe verzoeningsleer van Anselmus: hij kwam in diens beroemde Cur Deus Homo met zijn eigen theorie van verzoening door voldoening. Die groeide in populariteit en werd, m.n. door de invloed van Calvijn, vanaf de Reformatie binnen het protestantisme de belangrijkste verzoeningsleer. In de 20ste eeuw beleefde de Christus Victor-modellen echter een hernieuwde belangstelling, mede door de opkomst van de charismatische beweging en de bevrijdingstheologie. Sindsdien zijn er diverse denkers in orthodoxe en vrijzinnige kring die een of andere vorm ervan aanhangen.

## Inhoud van de zienswijze
Aanhangers van de Christus Victor-visie (die zich bevinden binnen het hele christelijke spectrum: charismatisch, gereformeerd, vrijzinnig, rooms-katholiek, luthers en vooral Oosters-orthodox) baseren zich op diverse Bijbelteksten, zoals Johannes 12:31, Kolossenzen 2:15, 1 Johannes 3:8 en Hebreeën 2:14-15. Hierin wordt Jezus getypeerd als overwinnaar op de Satan of de kwade machten. Dat geldt ook voor diverse teksten waarin Paulus spreekt over 'de machten en krachten'. Een belangrijke overweging betreft het godsbeeld: aanhangers vinden het niet bij God passen om 'losgeld' te eisen voor zijn eigen kinderen. Dit past volgens hen veel beter bij een Satan-figuur.
Er zijn diverse manieren waarop aanhangers van de Christus Victor-visie zich verhouden ten opzichte van andere visies op de betekenis van Jezus. Veel theologen stellen dat geen enkele visie het totale beeld genoegzaam weergeeft, maar wel elk een deel ervan, zodat ze uiteindelijk elkaar aanvullen. Anderen zien wel een hiërarchie in de visies, hoewel ze andere perspectieven daarmee niet uitsluiten. Weer anderen willen exclusief een enkele verzoeningsleer.

## Kritiek
Het was vooral Anselmus die de kritiek op het Christus Victor-model aanzwengelde. Hij liet de 'losprijs' niet betaald worden aan Satan, maar aan God. Deze theoloog stelde dat de Christus Victor- en losprijs-modellen te veel 'eer' toekennen aan de Satan-figuur en de kwade machten. Een ander belangrijk kritiekpunt voor hem was dat in deze zienswijzen Jezus het kwaad in de val lokt; Jezus wordt bijvoorbeeld vergeleken met een aas, dat God uitgooit om de Satan uit de wereld te halen. Het bezwaar van Anselmus cs. is dat God hier zou bedriegen en dat past niet bij zijn eigenschappen. Bij de Anselmiaanse verzoeningsleer gaat de verzoening weliswaar van God uit, maar de rol van de mens, het subjectieve element, valt niet te ontkennen, daar het de mens Jezus Christus is die geofferd wordt.

## Hedendaagse aanhangers
Internationaal
- Gustaf Aulén[11]
- Rob Bell
- Greg Boyd[12]
- Shane Claiborne
- Peter Enns
- René Girard[13]
- Brad Jersak[14]
- Tony Jones
- Stanley Hauerwas
- David Bentley Hart[15][16]
- Alan Hirsch
- Gregory MacDonald
- Brian McLaren
- J.D. Myers
- Robin Parry
- Walter Wink
- Tom Wright[17]
- Brian Zandt

Nederland
- Henk Bakker
- Erik Borgman
- Justinus van der Brugghen[18]
- Paul van Geest
- Wilkin van de Kamp
- Evert Jan Ouweneel
- Reinier Sonneveld